# Hans Günter Nöcker
Hans Günter Nöcker (* 22. Januar 1927 in Hagen; † 20. März 2019) war ein deutscher Opernsänger (Bass).

## Leben
Nöcker wurde am 22. Januar 1927 in Hagenn geboren. Nach zwei Jahren als Schauspieler am Stadttheater Braunschweig ließ er sich zum Sänger ausbilden. Seine Lehrer waren Carl Momberg und Willi Domgraf-Fassbaender. Er begann zunächst als Bassist am Stadttheater Giessen als Osmin in Die Entführung ans dem Serail, wechselte sehr bald ins Baritonfach. Fest engagiert war er danach in Stuttgart, München, Köln, Berlin und Wien. Gastspiele u. a. bei den Bayreuther Festspielen, in Münster, Hamburg, Hannover, Duisburg, Düsseldorf, Frankfurt, Schwetzingen, in Edinburg, Cagliari, Palermo, Venedig, Florenz, London, Buenos Aires und Tokio.
Sein Debüt hatte er 1952 als Alfio in Cavalleria rusticana am Stadttheater von Münster (Westfalen). Er gehörte mehr als 43 Jahre dem Ensemble der Bayerischen Staatsoper an.